# Suesca
Suesca és una ciutat i municipi de la província d'Almeidas, part del departament de Cundinamarca, Colòmbia Està localitzat en l'Altiplà cundiboyacense a 59 quilòmetres cap al nord des de la capital Bogotà. Suesca forma la vora del nord de la sabana de Bogotà. Limita amb Cucunubá i Lenguazaque pel nord, Sesquilé pel sud, Chocontá per l'est i Nemocón i Gachancipá per l'oest.
El nom Suesca és derivat de la paraula Muisca Suejica, Sueica o Suesuca, el qual significa "Rock dels ocells" o "Cua del guacamai".

## Història
Suesca va ser habitada a principis de la història de l'habitatge de l'Altiplà i els refugis de roca van ser ocupats pels caçadors-recol·lectors semi-nòmades d'Herrera i períodes preceràmics.
Abans de la conquesta espanyola, Suesca formava part de la Confederació Muisca. El cacic de Guatavita governava el poble de Suesca, proper al llac sagrat Guatavita i on es troba el llac Suesca on se celebraven els rituals. Suesca va ser un centre important en la carretera cap a Boyacá, governat pel zaque de Hunza. El comerciants agafaven carboni i sal en la seva ruta cap al nord. Cada quatre dies es feia mercat a Suesca. Suesca també fou un poblament important de producció d'art Muisca.
El conquistador Gonzalo Jiménez de Quesada va arribar a Suesca el març de 1537 i va fundar la ciutat moderna. A Suesca va sentenciar un soldat del seu exèrcit a mort, pel robatori de mantells dels Muisca. Després d'entregar el zaque de Hunza, Quemuenchatocha, el governant Muisca va ser agafat presoner a Suesca quan intentava revelar la ubicació dels seus tresors. Quan el zipa de Bacatá, Tisquesusa, va tenir notícia de la presència espanyola a Suesca, va enviar un espia a la ciutat per obtenir informació sobre la seva força. El Muisca, desconeixedor de cavalls i genets a cavall, va creure que el cavall i el genet eren un. Quan un cavall va morir a Suesca, van descobrir la realitat.  Suesca es el lloc on De Quesada va morir el 1579, després d'escriure el llibre, ara perdut, «Ratos de Suesca».
El 1602, en una cova de Suesca, van ser descobertes 150 mòmies Muisca. Les mòmies van ser organitzades en un cercle al voltant de la mòmia del cacic de la ciutat. També art de rupestre ha estat trobat a Suesca. El pictograma de Suesca és entre el més extens de Cundinamarca, però al mateix temps el més vandalitzat.